# Оппенау
Оппенау (нем. Oppenau) — город в Германии, в земле Баден-Вюртемберг. 
Подчинён административному округу Фрайбург. Входит в состав района Ортенау.  Население составляет 4850 человек (на 31 декабря 2010 года). Занимает площадь 73,04 км². Официальный код  —  08 3 17 098.

## Фотографии

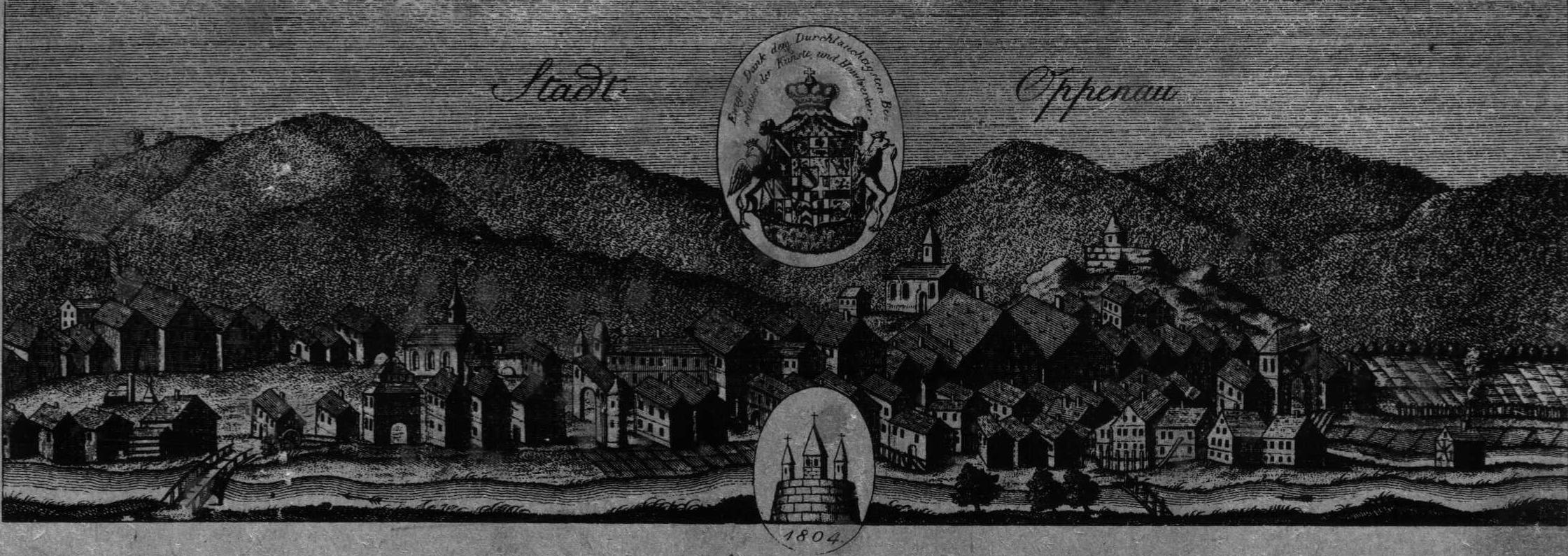
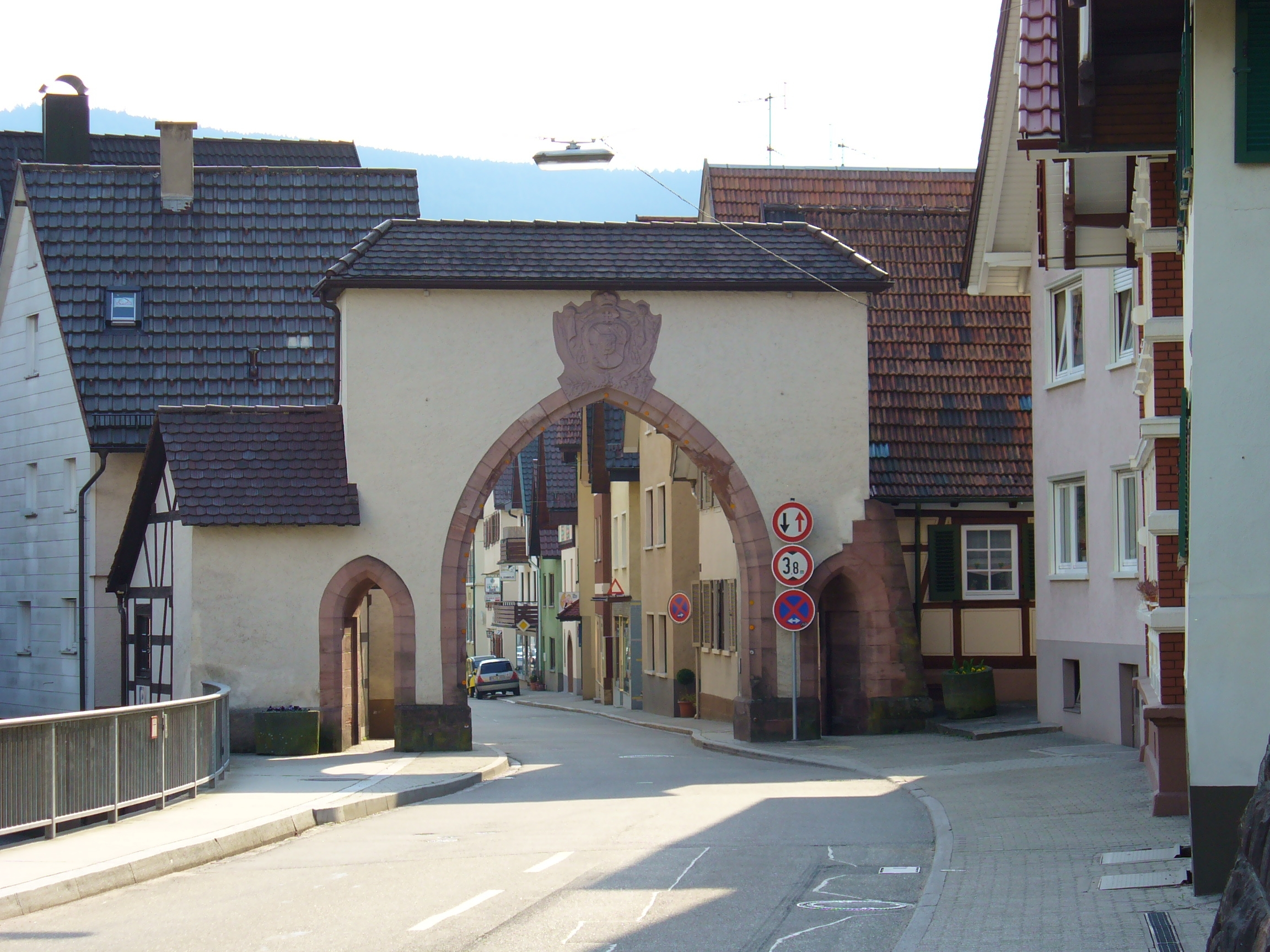
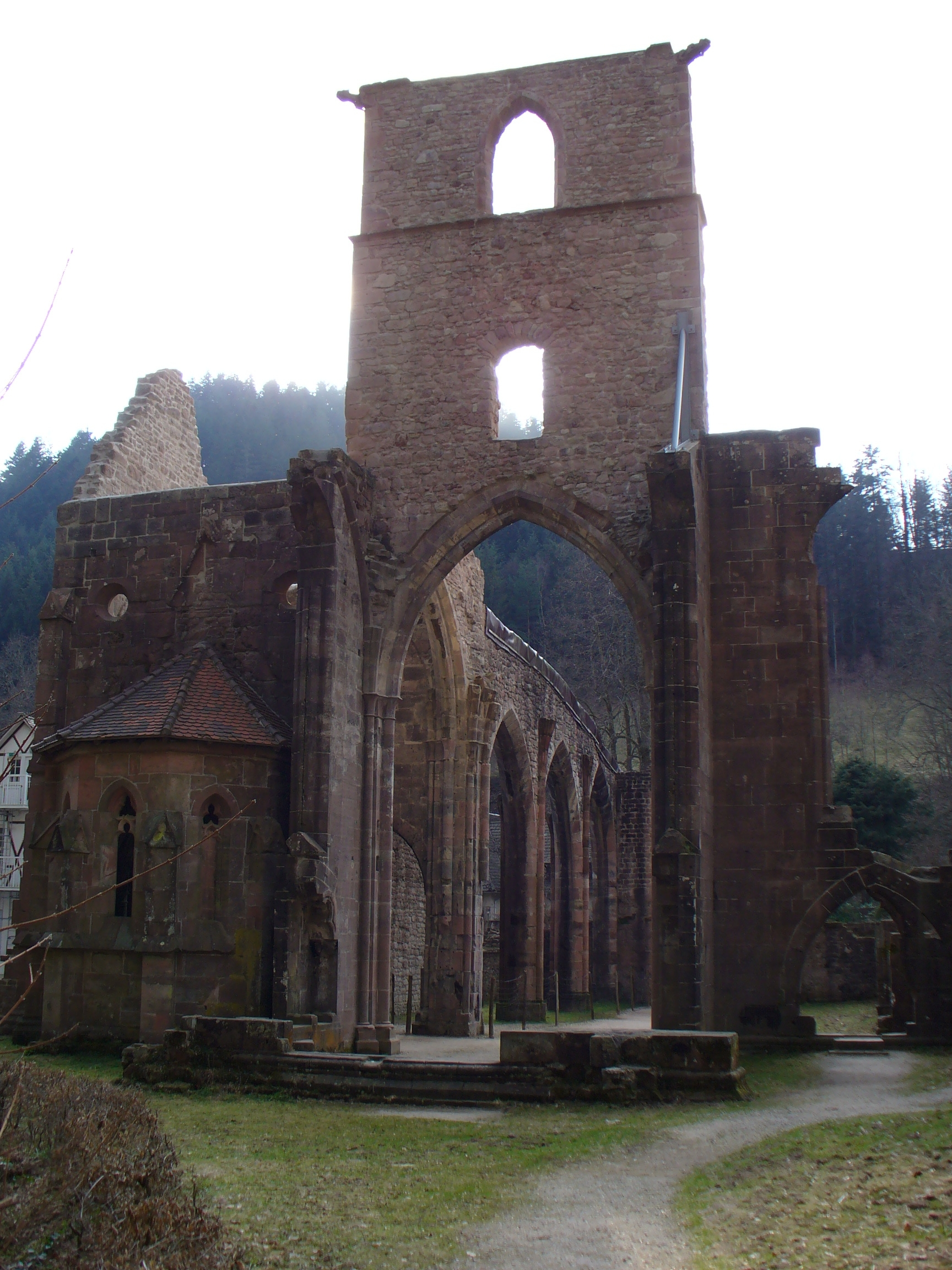
Монастырь
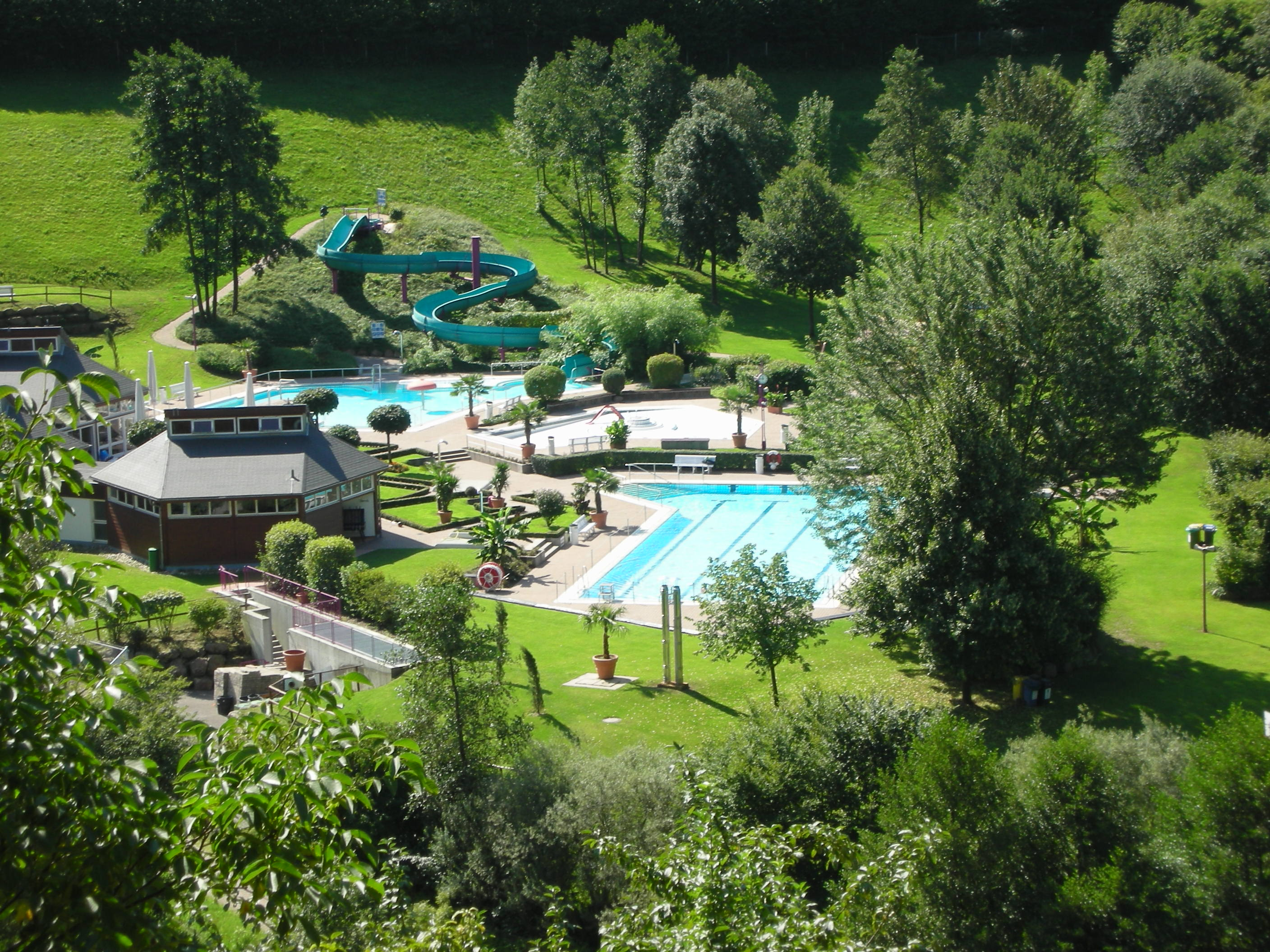